# Відокремлені члени речення
Другорядні члени речення, які для підсилення їх смислової ролі виділяються в усному мовленні інтонацією й паузами, а на письмі — відповідними розділовими знаками, називаються відокремленими.
Відокремленими бувають другорядні члени, яким властивий відтінок додаткового повідомлення, значення виключення або виділення тощо. Відокремлені члени речення доповнюють основний зміст речення, виражений іншими членами речення.
За функцією і синтаксичною роллю в реченні розрізняють:
- Відокремлені означення;
- Відокремлені прикладки;
- Відокремленні додатки;
- Відокремлені обставини.

## Відокремлені означення
Відокремлені означення можуть бути виражені дієприкметниковим або прикметниковим зворотом, дієприкметником, прикметником, іменником у непрямих відмінках.
Такі конструкції відокремлюються комами, рідше тире.

### Коли відокремлюється
1. Якщо означення, що виражене прикметниковим або дієприкметниковим зворотом, стоїть після означуваного слова. Приклад:  (В. Сосюра); День, залитий сонцем, поволі згасав. (І. Коваль).
2. Якщо означення, що виражене прикметником або дієприкметником, стоїть після означуваного слова перед яким вже є означення. Приклад: Досвітні огні, переможні, урочі, прорізали темряву ночі.(Леся Українка).
3. Якщо відокремлене означення відноситься до особового займенника(незалежно від позиції щодо означення) Приклад: Щасливі, ми покидали футбольне поле.
4. Якщо означення віддалене від означуваного слова іншими членами речення. Приклад: Село ще спало, намокле, змерзле, ховалося в тіні садків. (М. Карплюк);
5. Якщо означення, що виражене дієприкметниковим зворотом, стоїть перед означуваним словом і має обставинний характер. Приклад: Дні летять, повні сонця й музикиЗаглиблена в спогади, Ніна не помітила маму.
6. Якщо означення виражене іменником у непрямих відмінках, стоїть перед або після означуваного слова. Приклад: На порозі хати стояв дід Пилип, в одній сорочці, в синіх штанях.
7. Не узгоджені означення виражені інфінітивом, перед якими можна поставити "а саме: " Приклад: Це вже звичка в мене така — поговорити.
8. Перед непоширеним означенням, що стоїть у кінці речення, ставиться, як правило, тире. Приклад: Пригадується мені княгиня Ольга — горда, непокірна.

## Відокремлена прикладка
Прикладка — різновид означення виражений іменником.

### Коли відокремлюється
1. Поширені прикладки[2], виражені іменником — загальною назвою, що стоять після означуваного слова — загального іменника:
  - Ліси шумлять, моє зелене віче (Л. Костенко).  
  - Соняхи, щирі огнепоклонники, сходу кивають злотоголово(А. Малишко).
2. Поширені та непоширені прикладки, які стоять після означуваного іменника — власної назви. Це найчастіше прізвища, імена, псевдоніми людей, географічні назви, які потребують уточнення, наприклад:
  - Ксенія, мати, багато вже начулася синових розповідей (Є. Гуцало).
  - У цю хвилину рипнули двері, й на порозі наче вродився, хоч його й не сіяли, Остап Сирокваша, їхній сільський кравець (Є. Гуцало).
3. Поширені та одиничні прикладки, які стосуються особового займенника, незалежно від місця в реченні, наприклад:
  - Вони, старі майстри-віртуози, були схожі один на одного, наче брати-близнюки… (Є. Гуцало).
  - Всміхнулась йому, хліборобові, доля — дарує такий запашний коровай! (П. Керанчук).
4. Поширені прикладки, які стоять перед означуваним словом, вираженим загальним чи власним іменником, якщо мають додаткове обставинне значення, переважно причинове та допустове, наприклад:
  - Син білявого дня і чорнявої ночі, вечір-мулат підійшов до порога [вечір є мулатом (чому?), тому що він син білявого дня і чорнявої ночі] (Л. Костенко).
  - Мандрівник вічний — невблаганний час іде вперед [час іде вперед (чому?), тому що він мандрівник вічний(Л. Дмитерко).
5. Власна назвав ролі відокремленої прикладки (поширеної або одиничної), якщо стоїть після означуваного слова і служить для пояснення або уточнення загального іменника (перед такою прикладкою можна вставити слова  а саме, тобто, а звуть його), наприклад:
  - І зустріне нас гетьман козацький, сам Хмельницький Богдан (В. Кобець).
  - В нього дуже смішне прізвище — Замриборщ (М. Стельмах).
6. Прикладки, які до означуваного слова приєднуються за допомогою сполучника як (з додатковим відтінком причиновості), а також слів тобто (себто, цебто), або(= тобто), чи(= тобто), наприклад, зокрема, а саме, особливо, як-от, навіть, родом, на ім'я, на ймення, на прізвище, так званий, інакше і под., наприклад:
  - У горах Брянський, як командир, зустрівся з новими труднощами (О. Гончар).
  - Лаврін, як менший син, мав право зостатися в батьковій хаті (І. Нечуй-Левицький).
  - А хто не має історії, тобто минулого, — не матиме, звісно, й майбутнього (В. Кузьменко).
  - Грицько Шамшур товаришував із Костем, на прізвище Матрос-Марусик, ще з дитячих літ (Є. Гуцало).
7. Тире виділяються прикладки (переважно поширені), які стоять у кінці речення й перед ними можна, не змінюючи змісту, вставляти а саме, а також прикладки, пояснювальне значення яких підкреслюється автором, наприклад:
  - За вікном вагона мерехтіли далекі вогники сіл — теплі земні зірки (В. Кобець).
  - На плоті поплелися огірки — рідня, далека сонцю-гарбузові (Ю. Сегеда).

### Не відокремлюються
- Прикладки зі словом «як», коли відповідають на питання «у ролі кого?», «у ролі чого?». Наприклад:  Тут йдеться про Шевченка як про художника.
- Власні назви, якщо вони стоять після означуваного слова. Наприклад: Космонавт Леонід Каденюк відвідав Технічний ліцей НТУУ «КПІ» м. Києва.

## Відокремлений додаток
Відокремлені додатки мають значення  виключення, виокремлення чи заміщення, що вводиться в речення прийменниками: крім; окрім; опріч; замість; за винятком; на відмінно від; особливо; зокрема; наприклад; навіть…
Приклад: Всі, за винятком Войчука, здивовано дивилися на шкіпера (М. Трублаїні);

## Відокремленні обставини
Відокремлені обставини вираженні дієприслівником, дієприслівниковим зворотом, іменником у непрямих відмінках, прислівниками і виділяються комами.

### Не виділяються
Обставини зі значенням способу дії після присудку. Приклад: Цю вправу виконують лежачи.
- Якщо обставини різні за означенням. Приклад: Серед ночі над степом ані хмарини.
- Якщо однорідні обставини поєднуються неповторюваним сполучником «і». Приклад: Бійці боролися мужньо і не шкодуючи свого життя.
- Якщо обставина виражена дієприслівниковим зворотом фразеологічного типу. Приклад: Годі вже сидіти склавши руки.
- Якщо обставина виражена дієприслівниковим зворотом, на початку якого стоїть підсилювана частка «і» або «й» . Приклад: Можна робити добрі справи і не чекаючи похвали.